# Welt am Montag (Österreich)
Die Welt am Montag war eine 1946 von der französischen Besatzungsmacht gegründete Montags- und Sportzeitung in Wien. Sie fungierte als Ergänzung zu der Welt am Abend. Die erste Ausgabe erschien am 18. Februar 1946.
Am 1. März 1948 wurde die Zeitung von einer der SPÖ nahestehenden Verlagsgesellschaft übernommen. Die Zeitung ging Anfang Oktober 1967 in der Neuen Zeitung auf. Bis 1963 war hier der später als „Staberl“ bekannte Richard Nimmerrichter als Sport- und Chefredakteur tätig.